# Benin címere
Benin címere egy negyedelt pajzs. Az első negyedébe egy zomba épület, a másodikba a Fekete Csillag érdemrend, a harmadikba egy zöld pálmafa került, míg a negyedikbe pedig egy fekete vitorlás kék színen. A negyedek alapszíne fehér, és egymástól vörös vonalak választják el. A pajzsot felül két bőségszaru díszíti, oldalról két párduc tartja. Alul fekete betűkkel az ország mottója olvasható: „Fraternité, Justice, Travail” (Testvériség, Igazság, Munka).